# District de Annan
Le district de Annan (chinois traditionnel : 安南區 ; pinyin : ānnán qū ; anglais : Annan District) est un district de la municipalité spéciale de Tainan.

## Histoire
Le village d'Anshun est créé en 1920 après la fusion d'anciennes entités administratives.
Il est restructuré en 1945 en tant que canton.
Le 10 mars 1946, le canton d'Anshun est placé sous la juridiction du comté de Tainan ; son statut est alors modifié au rang de district. Il est renommé Annan, le premier caractère (chinois traditionnel : 安 ; pinyin : ān) désignant l'ancien nom Anshun, tandis que le second (chinois traditionnel : 南 ; pinyin : nán) fait référence à la ville de Tainan.

## Géographie
Le district couvre une superficie de 107,20 km2.
Il compte 193 704 habitants d'après le recensement de février 2019.

## Institutions
- Musée national de l'histoire de Taiwan